# 溫貢-喬列奇湖
47°50′59″N 44°44′44″E / 47.84972°N 44.74556°E
溫貢-喬列奇湖（俄语：Унгун-Тёречи），是俄羅斯的鹹水湖，位於該國西南部，由卡爾梅克共和國負責管轄，長4公里、寬1.6公里，集水區面積338平方公里，海拔高度2米。